# Janusz Wójcik
Pour les articles homonymes, voir Wójcik.
Janusz Marek Wójcik est un joueur et entraîneur de football polonais, né le 18 novembre 1953 à Varsovie et mort le 20 novembre 2017 dans sa ville natale. Il évoluait au poste de défenseur.

## Biographie

### Entraîneur
Janusz Wójcik emmène la sélection olympique de son pays jusqu'en finale des Jeux olympiques d'été de 1992. 
Il est aussi sélectionneur de l'équipe de Pologne entre 1997 et 1999.

### Politique
Janusz Wójcik est membre du parti politique polonais d'Autodéfense de la république de Pologne et se voit élu à la diète de Pologne en 2005.

## Carrière

### Joueur
- 1971-1974 :  Gwardia Varsovie
- 1974 :  Ursus Varsovie
- 1975-1976 :  Hutnik Varsovie
- 1976-1977 :  Ravalpindi
- 1979-1980 :  Toronto Falcons

### Entraîneur
- 1984-1985 :  Hutnik Nowa Huta
- 1986-1987 :  Jagiellonia Białystok
- 1989-1992 :  Pologne - 21 ans
- 1992-1993 :  Legia Varsovie
- 1994-1996 :  Émirats arabes unis
- 1996-1997 :  Al Khaleej
- 1997-1999 :  Pologne
- 2000 :  Pogoń Szczecin
- 2001 :  Śląsk Wrocław
- 2001-2002 :  Anorthosis Famagouste
- 2003 :  Syrie
- 2004 :  Świt Nowy Dwór Mazowiecki
- 2007 :  Znicz Pruszków
- 2008 :  Widzew Łódź
- 2010 :  Al-Nahda Club

## Palmarès

### Entraîneur
Avec la Pologne :
- Médaillé d'argent aux Jeux olympiques d'été de 1992.